# Joint Venture
Joint Venture (IPA: ˌdʒɔɪnt ˈventʃə, anhörenⓘ) bezeichnet verschiedenste Formen der Unternehmenskooperation zwischen zwei oder mehr Partnerunternehmen. Der Begriff allein enthält keinerlei Aussage über die Art und Weise der Kooperation, auch wenn in der wirtschaftlichen Umgangssprache meist ein Gemeinschaftsunternehmen mit geteilter wirtschaftlicher Kontrolle gemeint ist. Im Sprachgebrauch findet sich der Begriff auch häufig, wenn von Direktinvestitionen ausländischer Unternehmen in bestimmten Ländern die Rede ist, die dort nur durch Hereinnahme lokaler Gesellschafter zulässig waren bzw. sind.
Ein Joint Venture in diesem engeren Sinn ist ein gemeinsames Vorhaben zwischen rechtlich und wirtschaftlich voneinander unabhängigen Unternehmen, bei dem die Partner die Führungsverantwortung und das finanzielle Risiko gemeinsam tragen. Ein Beispiel für ein Joint Venture im deutschsprachigen Raum war der Mautbetreiber Toll Collect als gemeinsames Unternehmen der Deutschen Telekom, der Daimler AG und der französischen Vinci-Gruppe.

## Entwicklung
Der Begriff stammt aus der US-amerikanischen Rechtssprache und ist in die deutsche Sprache eingegangen. Insbesondere nach dem Zweiten Weltkrieg weiteten US-, aber auch andere Unternehmen den Handel mit ausländischen Märkten aus, indem sie Partnerunternehmen im Ausland suchten und mit diesen kooperierten. So errichtete Kodak im Jahr 1927 in Frankreich ein Joint Venture mit Pathé, umgekehrt hatte bereits 1931 I.G. Farben ein 50/50-Joint-Venture mit der Pennsylvania Salt Company gegründet. Diesem Beispiel sind andere Exportnationen gefolgt. Heute verlangen viele Entwicklungs- und Schwellenländer, dass bei Direktinvestitionen regionale Partnerunternehmen beteiligt werden, sodass die Gründung von Joint-Venture-Unternehmen nicht immer aus rein marktwirtschaftlichen Erwägungen geschieht. Die Gründung von Joint Ventures ist insbesondere in Osteuropa und China populär geworden.

## Rechtsfragen
Joint Venture ist ein gemeinsames Vorhaben zwischen rechtlich und wirtschaftlich voneinander unabhängigen Unternehmen, bei dem die Partner die Führungsverantwortung und das finanzielle Risiko gemeinsam tragen. Die Rechtswissenschaft hat drei Wesensmerkmale von Joint Ventures herausgearbeitet. Der Gründung eines Joint Ventures liegt ein gemeinsames Interesse der Partnergesellschaften zugrunde, das in einem Joint-Venture-Vertrag zum Ausdruck kommt, in welchem auch Gewinnverteilung und gemeinsame Kontrolle geregelt werden. Rechtsgrundlage eines Joint Ventures ist der Joint-Venture-Vertrag, den die Partnerunternehmen miteinander schließen. In ihm sollten möglichst ausführlich die gegenseitigen Interessen und Ziele erwähnt und die Rechts- und Wirtschaftsbeziehungen geregelt werden. Er ist damit das „Drehbuch“ für die Geschäftstätigkeit des Joint Venture, muss den formellen Voraussetzungen der betroffenen Staaten entsprechen und erforderliche staatliche Genehmigungen berücksichtigen.
Die Partnerunternehmen können eine Kapitalbeteiligung in das Joint Venture einbringen und/oder Produktionsmittel (Einbringung von Sachanlagen oder Rohstoffen) und/oder Arbeitskräfte und/oder arbeitstechnisches/kaufmännisches Know-how (Technologie, Schutzrechte, Marketing).
Es wird zwischen dem Contractual Joint Venture und dem Equity Joint Venture unterschieden.
Beim Contractual Joint Venture arbeiten mehrere Unternehmen auf rein vertraglicher Ebene zusammen, ohne eine separate Rechtspersönlichkeit zu gründen, in der die gemeinsame Geschäftstätigkeit gebündelt wird, sodass regelmäßig nur eine Gesellschaft bürgerlichen Rechts gem. §§ 705 ff. BGB bzw. dem anwendbaren ausländischen Recht vorliegt.
Beim häufigeren Equity Joint Venture gründen mehrere Unternehmen eine eigene Gesellschaft, an der sie sich beteiligen. Um eine unbegrenzte Haftung zu vermeiden, wird die Gesellschaft üblicherweise als Kapitalgesellschaft gegründet.

### Arten
Joint Ventures werden insbesondere im Hinblick auf die Kapitalbeteiligung der Partner und auf die Kooperationsrichtung unterschieden.
- Kapitalbeteiligung: paritätische Joint Ventures sind durch identische Beteiligungsquoten gekennzeichnet (Prototyp: 2 Partner mit je 50 %; daneben auch drei mit je 33,33 %, vier mit je 25 % usw.) Ungleiche Joint Ventures (60 % / 40 %) sind im strengen Sinne keine Joint Ventures, da hier das Beteiligungsmotiv im Vordergrund steht.
- Kooperationsrichtung: Beim horizontalen Joint Venture sind der oder die Partner in derselben Branche tätig, bei vertikalen Joint Ventures sind die Partner auf vor- oder nachgelagerten Wertschöpfungsstufen tätig. Stammen die Partner aus verwandten Branchen, liegt ein konzentrisches Joint Venture vor, während konglomerate Joint Ventures aus Partnern völlig unterschiedlicher Wirtschaftszweige bestehen.

Außerdem unterscheidet die Kooperationsliteratur noch zwischen dem Contractual Joint Venture und dem Equity Joint Venture. Während es sich beim Contractual Joint Venture lediglich um einen Kooperationsvertrag ohne Gründung eines neuen Unternehmens handelt, übernehmen beim Equity Joint Venture die Partner sowohl Führungsverantwortung als auch finanzielles Risiko.

## Motive

### Staatlicher Zwang
Die Gründung eines Joint Venture kann durch staatlichen Zwang zur Kooperation bei Direktinvestitionen in Entwicklungs- und Schwellenländern ausgelöst werden. Diese Länder zwingen durch ihre Gesetzgebung die Investoren dazu, Unternehmen in ihrem Land nur mit der Beteiligung regionaler Partnerunternehmen zu gründen.

### Wettbewerbsvorteile
Aus wettbewerbsbezogener Sicht sind Joint Ventures vor allem deshalb wichtig, weil man Branchenentwicklungen steuern und Geschwindigkeitsvorteile gegenüber Konkurrenten erzielen kann. Außerdem kann auf die zunehmende Globalisierung schneller reagiert werden. Die Kosten für Forschung können so von den Beteiligten gemeinsam getragen werden; durch die Zusammenarbeit und das Zusammenführen des Wissens kann die Forschung zudem beschleunigt werden. Es kann sein, dass das unternehmerische Risiko für einen einzigen Gesellschafter zu hoch ist, oder sich die Partner gegenseitig in technischer oder unternehmerischer Sicht komplementär ergänzen, ein Know-how-Transfer stattfindet, Kostenvorteile genutzt werden sollen oder ein sonst fehlender Marktzugang ermöglicht wird. Werden in ein Joint Venture von einem Partner bisher selbst wahrgenommene Funktionen eingebracht, handelt es sich um ein Outsourcing.

### Strategische Motive
Als strategische Ziele werden die Schaffung und Nutzung von Synergien, der Technologietransfer und die erweiterte Möglichkeit der Diversifikation gesehen. Ein weiteres Motiv, ein Joint Venture zu gründen, kann die rechtliche Lage in einem Land sein. Einige Länder wie die Volksrepublik China erlauben die Gründung von reinen (hundertprozentigen) Tochtergesellschaften ausländischer Unternehmen in bestimmten Branchen gar nicht, in anderen nur unter der Auflage behördlicher Genehmigungen. Hier sind Joint Ventures mit einheimischen Unternehmen oft die einzige Möglichkeit für ausländische Unternehmen, auf dem jeweiligen Markt Fuß zu fassen.

## Nutzen und Gefahren
Die Partnergesellschaften verfolgen komplementäre oder partiell identische Zielsetzungen, durch welche jedoch temporär auftretende divergierende Zielvorstellungen und sich ändernde Interessenlagen nicht ausgeschlossen werden können. Joint Ventures können Economies of Scope erzielen, weil komplementäre Ressourcen, Fähigkeiten und Kompetenzen gebündelt werden. Auch Synergien und Skalenerträge können bei Joint Ventures gehoben werden. Für den einzelnen Partner wird der Kapitalbedarf reduziert, wodurch das unternehmerische Risiko sinkt. Selbst für Partner, die lediglich Know-how in das Joint Venture einbringen, kann sich ein Lerneffekt ergeben (neue Kenntnis über ausländische Märkte, Mentalität im Wettbewerb). Sie können den Einstieg in einen fremden Markt (Beschaffungs- oder Absatzmarkt) sichern, der ohne Kooperation nicht oder nur erschwert möglich wäre. Joint Ventures können daher eine (staatliche oder wirtschaftliche) Markteintrittsbarriere beseitigen.
Wegen der fehlenden Kapitalmehrheit sind die Partner auf gegenseitig abgestimmtes Handeln angewiesen; Entscheidungen erfordern einen hohen Koordinierungsaufwand. Dies kann bei Konflikten zu langwierigen Verhandlungen und Auseinandersetzungen führen. Diese Nachteile fördern die Instabilität mancher Joint Ventures. Die Gewinnverteilung ist üblicherweise nach dem Verhältnis der Kapitalanteile vorgesehen. Ein Risiko kann jedoch daraus erwachsen, dass das Sitzland des Joint Ventures später die Gewinnausschüttung an die ausländische Partnergesellschaft verbietet (Transferstopp) oder sogar die Kapitalbeteiligung enteignet. Maßgeblich für die Gründung von Joint Ventures im Ausland sind daher:
- das Ausmaß an Rechtssicherheit,
- der Umfang direkter staatlicher Eingriffe,
- die Effizienz und Zuverlässigkeit der Behörden,
- die Möglichkeiten des Gewinntransfers,
- ausländische Importregelungen.

Das Joint Venture ist die riskanteste Kooperationsform. Am risikoärmsten sind (mit aufsteigendem Risiko) langfristige Lieferverträge, Lizenz- oder Franchiseverträge, Managementverträge, Contractual Joint Ventures und schließlich Equity Joint Ventures. Strategische Partnerschaften oder bloße Kooperationsvereinbarungen sind weniger risikobehaftet.

## Bilanzierung von JV-Beteiligungen
Weltweit haben die Muttergesellschaften grundsätzlich alle Tochtergesellschaften in ihren Konzernabschluss ohne Rücksicht auf deren Sitz einzubeziehen (§ 294 Abs. 1 HGB); der Konzernabschluss ist also ein „Weltabschluss“. Joint Ventures sind jedoch in der Regel keine Tochterunternehmen (§ 290 Abs. 1 Satz 1 HGB), da keine einheitliche Leitung und kein beherrschender Einfluss ausgeübt wird. Joint Ventures sind deshalb in den Konzernabschluss entweder im Rahmen der Quotenkonsolidierung (§ 310 Abs. 1 HGB) oder der Equitymethode (§§ 311, § 312 HGB) einzubeziehen.
Seit Januar 2014 sind nach der EU-Verordnung 1254/2012 vom 11. Dezember 2012 die Standards des „Konsolidierungspakets“ der IAS (IFRS 10, IFRS 11, IFRS 12, IAS 27 und IAS 28) für die Anwendung in Europa übernommen worden. Nach IAS 11.16 ist ein „Gemeinschaftsunternehmen“ eine gemeinsame Vereinbarung, bei der die Parteien, die gemeinschaftlich die Führung über die Vereinbarung ausüben, Rechte am Nettovermögen der Vereinbarung besitzen. Anteile an einem Gemeinschaftsunternehmen sind nach IAS 11.24 unter Verwendung der Equity-Methode gemäß IAS 28 als Anteile an assoziierten Unternehmen und Gemeinschaftsunternehmen zu aktivieren, soweit das Unternehmen diesem Standard zufolge nicht von der Anwendung der Equity-Methode ausgenommen ist. Eine Partei, die an einem Gemeinschaftsunternehmen beteiligt ist, es jedoch nicht gemeinschaftlich führt, bilanziert seinen Anteil an der Vereinbarung gemäß IFRS 9 als Finanzinstrumente, soweit sie nicht über einen maßgeblichen Einfluss über das Gemeinschaftsunternehmen verfügt; in diesem Fall bilanziert sie die Beteiligung gemäß IAS 28 (IFRS 11.25). Das Joint Venture ist somit auch bilanzrechtlich selbständig, verfügt autonom über sein Vermögen, kann Schulden eingehen, Aufwendungen tätigen oder Erträge erzielen; außerdem wird das Joint Venture von seinen Gesellschaftern durch Teilung der Einflussnahme kontrolliert und ein vertraglicher Anspruch auf das Ergebnis des Joint Venture gesichert.

## Volkswirtschaftliche Betrachtungen
Internationale Joint Ventures sind eine besondere Form der internationalen Direktinvestitionen. Von besonderem Interesse ist hier die Rolle, die internationale Joint Ventures für den Technologietransfer spielen. Weiterhin ist die inhärente Instabilität von Joint Ventures, das heißt die früher oder später stattfindende vollständige Übernahme durch einen Partner beim größten Teil von Joint Ventures, zentraler Gegenstand volkswirtschaftlicher Untersuchungen. Dabei hat sich herausgestellt, dass bei Joint Ventures mit US-Beteiligung Änderungen in der Eigentümerstruktur in 52 % aller untersuchten Fälle vorlagen, Verkäufe folgten mit 37 %, während 10 % der Joint Ventures insolvent wurden.

## Abgrenzungen
Falls einer der Partner kein finanzielles Risiko übernimmt, liegt ein Managementvertrag vor, trägt einer der Partner keine Führungsverantwortung, handelt es sich um eine Beteiligung.
Zu den Gemeinschaftsunternehmen – nicht jedoch zu den Joint Ventures im engeren Sinne – gehören Arbeitsgemeinschaften und Konsortien, weil sie als reine Zweckgesellschaften nur zeitlich befristet gegründet werden. Beide werden in Deutschland als BGB-Gesellschaft geführt, die einen einheitlichen Gesellschafterkreis aufweist und für einen bestimmten Zweck gegründet wurde. Strategische Allianzen sind am weitesten vom Joint Venture entfernt, weil sie meist nicht zur Gründung eines gemeinsamen Unternehmens führen, sondern sich in der Abstimmung gemeinsamer Ziele oder Strategien erschöpfen.